# Мизин, Сергей Григорьевич
Серге́й Григо́рьевич Ми́зин (укр. Сергій Григорович Мізін; род. 25 сентября 1972, Киев) — украинский футболист, полузащитник. Сыграл в 7 матчах сборной Украины. В настоящее время — футбольный тренер.

## Биография
Воспитанник киевской ДЮСШ на Нивках. Первый тренер — Александр Васильевич Леонидов. Футболом занимался с 9 лет, при этом через неделю после прихода в секцию стал капитаном команды своего возраста. В ДЮСШ определилась и футбольная специализация Мизина — игра в центре на месте опорного полузащитника.

### Клубная карьера
С 1992 года играл за киевское «Динамо». Сначала за дубль, а чуть позже — за основу. Как признается сам футболист, большое влияние на его становление как игрока оказал Павел Яковенко.
В середине сезона 1995/96 покинул Киев, поскольку при Йожефе Сабо перестал попадать в состав, и перешёл в «Днепр». Затем с разным успехом играл за «Черноморец», ЦСКА и снова «Днепр».
В 1998—2000 играл за львовские «Карпаты». Выступления за клуб запомнились Мизину завоеванием 3-го места в чемпионате и участием в финале Кубка Украины. В 2000—2001 играл за «Кривбасс», из которого отправился на просмотр в московский «Спартак». Однако, российскому клубу игрок не подошёл. Вернувшись на Украину, заключил контракт с харьковским «Металлистом».
В 2002—2004 снова играл за львовские «Карпаты». Однако после того, как команда покинула высшую лигу, ушёл из клуба. С 2004 играл за «Арсенал» (Киев). В скором времени стал капитаном команды. Всего в Высшей лиге Украины провёл 342 матча, забил 90 мячей. В еврокубках провел 16 матчей, забил 2 мяча.

### Карьера в сборной
За сборную Украины сыграл 7 матчей. Дебют 25 марта 1995 года в рамках отборочного цикла на Чемпионат Европы 1996 со сборной Хорватии.
9 октября 1999 года на 90-й минуте матча Россия-Украина именно Мизин заработал штрафной, с которого Андрей Шевченко забил роковой для сборной России гол, не позволивший ей поехать на ЧЕ-2000.

### Тренерская карьера
В 2008 году был ассистентом тренера клуба «Харьков», в 2009 в клубе «Львов». С 2009 года работал в «Нефтянике-Укрнефть» — сначала спортивным директором, а с 2010 года — главным тренером. В ноябре 2011 заявил о своей отставке с поста главного тренера клуба «Нефтяник-Укрнефть» в связи неудовлетворительными результатами команды.

## Статистика
| Сезон   | Клуб                   | Лига        | Чемпионат | Чемпионат | Кубок | Кубок |
| Сезон   | Клуб                   | Лига        | Игры      | Голы      | Игры  | Голы  |
| ------- | ---------------------- | ----------- | --------- | --------- | ----- | ----- |
| 1992/93 | Динамо (Киев)          | Высшая лига | 16        | 5         | 11    | 5     |
| 1993/94 | Динамо (Киев)          | Высшая лига | 28        | 6         | 4     | 0     |
| 1994/95 | Динамо (Киев)          | Высшая лига | 20        | 5         | 6     | 0     |
| 1995/96 | Динамо (Киев)          | Высшая лига | 9         | 0         | —     | —     |
| 1995/96 | Днепр (Днепропетровск) | Высшая лига | 17        | 4         | 2     | 1     |
| 1996/97 | Черноморец             | Высшая лига | 7         | 2         | —     | —     |
| 1996/97 | ЦСКА (Киев)            | Высшая лига | 15        | 10        | 1     | 0     |
| 1997/98 | Днепр (Днепропетровск) | Высшая лига | 11        | 4         | —     | —     |
| 1997/98 | Карпаты                | Высшая лига | 6         | 0         | 2     | 1     |
| 1998/99 | Карпаты                | Высшая лига | 27        | 7         | 7     | 2     |
| 1999/00 | Карпаты                | Высшая лига | 14        | 5         | —     | —     |
| 1999/00 | Кривбасс               | Высшая лига | 13        | 4         | 4     | 1     |
| 2000/01 | Кривбасс               | Высшая лига | 12        | 3         | 3     | 2     |
| 2000/01 | Металлист              | Высшая лига | 12        | 3         | —     | —     |
| 2001/02 | Металлист              | Высшая лига | 20        | 5         | 4     | 0     |
| 2002/03 | Карпаты                | Высшая лига | 22        | 5         | 1     | 0     |
| 2003/04 | Карпаты                | Высшая лига | 18        | 8         | 1     | 0     |
| 2004/05 | Арсенал (Киев)         | Высшая лига | 24        | 5         | 1     | 0     |
| 2005/06 | Арсенал (Киев)         | Высшая лига | 26        | 4         | 2     | 1     |
| 2006/07 | Арсенал (Киев)         | Высшая лига | 17        | 4         | —     | —     |
| 2007/08 | Арсенал (Киев)         | Высшая лига | 8         | 1         | 1     | 0     |

## Достижения

### Командные
- Чемпион Украины (3): 1992/93, 1993/94, 1994/95
- Обладатель Кубка Украины: 1992/93

### Личные
- Член бомбардирского Клуба Олега Блохина: 106 забитых мячей[5]
- Член бомбардирского Клуба Сергея Реброва: 90 голов
- Единственный игрок забивавший в высшем дивизионе Чемпионата Украины 16 сезонов подряд (1992/93 — 2007/08).

## Семья
Жена Татьяна. Имеет сына Алексея и дочь Диану.